# Zefô
Zefô ou Zefo (em hebraico: צפון) ou também Zefi (1 Crônicas 1:36) foi o filho de Elifaz, portanto neto de Esaú; e irmão de Temã, Omar, Gaetã e Quenaz, de acordo com Gênesis 36:11:
E os filhos de Elifaz foram: Temã, Omar, Zefó, Gaetã e Quenaz.

### Outras fontes
No Livro de Enoque, Zefô ou Zefom, era um anjo, enviado pelo arcanjo Gabriel, juntamente com Ithuriel, para descobrir a localização de Satanás após a sua queda.
Na religião cananeia, Zefô também foi identificado com o monte Acra, a casa do Deus, do qual foi expulso Yahu.
De acordo com John Milton, em Paraíso Perdido, Zefô é um querubim e um príncipe guardião do Paraíso.